# اتین دسمارتو
اتین دسمارتو (انگلیسی: Étienne Desmarteau; ۴ فوریهٔ ۱۸۷۳ – ۲۹ اکتبر ۱۹۰۵) پرتاب‌گر وزنه اهل کانادا بود.
وی در مسابقات کشوری و بین‌المللی در مجموع برندهٔ ۱ مدال طلا شده‌است.